# 葛飾北周
葛飾 北周（かつしか ほくしゅう、生没年不詳）とは、江戸時代の浮世絵師。

## 来歴
『浮世絵師伝』によれば葛飾北斎の門人、本姓は金沢、俗称は弥二郎。作画期は文化から文政にかけてとされ、草双紙の挿絵を手がけている。

## 作品
- 『金沢弥二郎回国奇談』三巻　草双紙　※感和亭鬼武作、文化2年（1805年）刊行
- 『鬼武作説話』五巻　草双紙　※同上[1]
- 『復讐化物世界夜半嵐』五巻　草双紙　※同上
- 『返咲八重之仇討』三巻　草双紙　※同上
- 『半身討他力之焼継　前編』三冊　黄表紙　※竹塚東子作、文化3年刊行
- 『みになる金』一冊　咄本　※千代春道（橋本徳瓶）作、文化6年刊行